# Ilex sapiiformis
Ilex sapiiformis är en järneksväxtart som beskrevs av Reiss. Ilex sapiiformis ingår i släktet järnekar, och familjen järneksväxter. Inga underarter finns listade i Catalogue of Life.